# Pentécontère

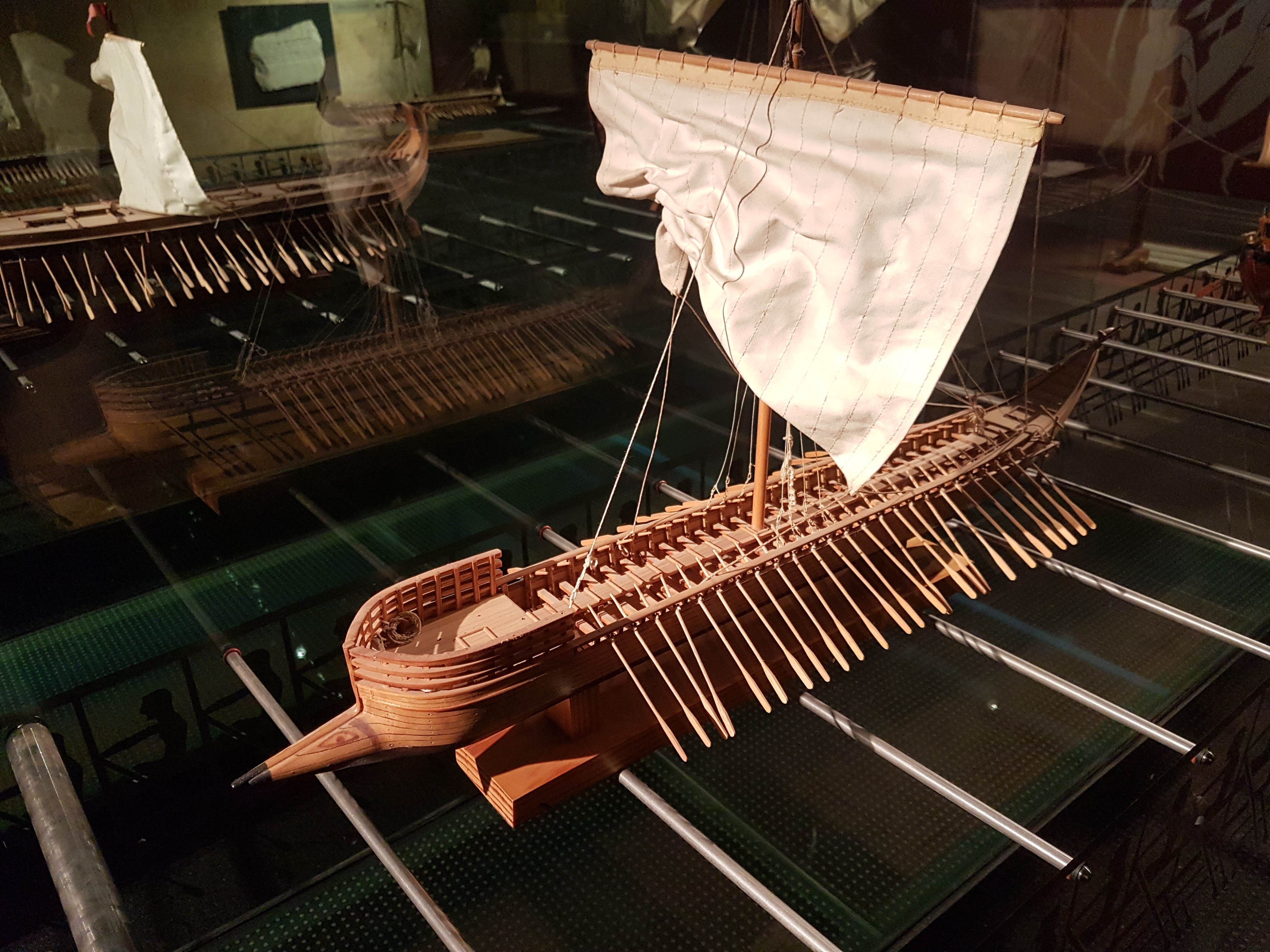
Pentécontore grec.

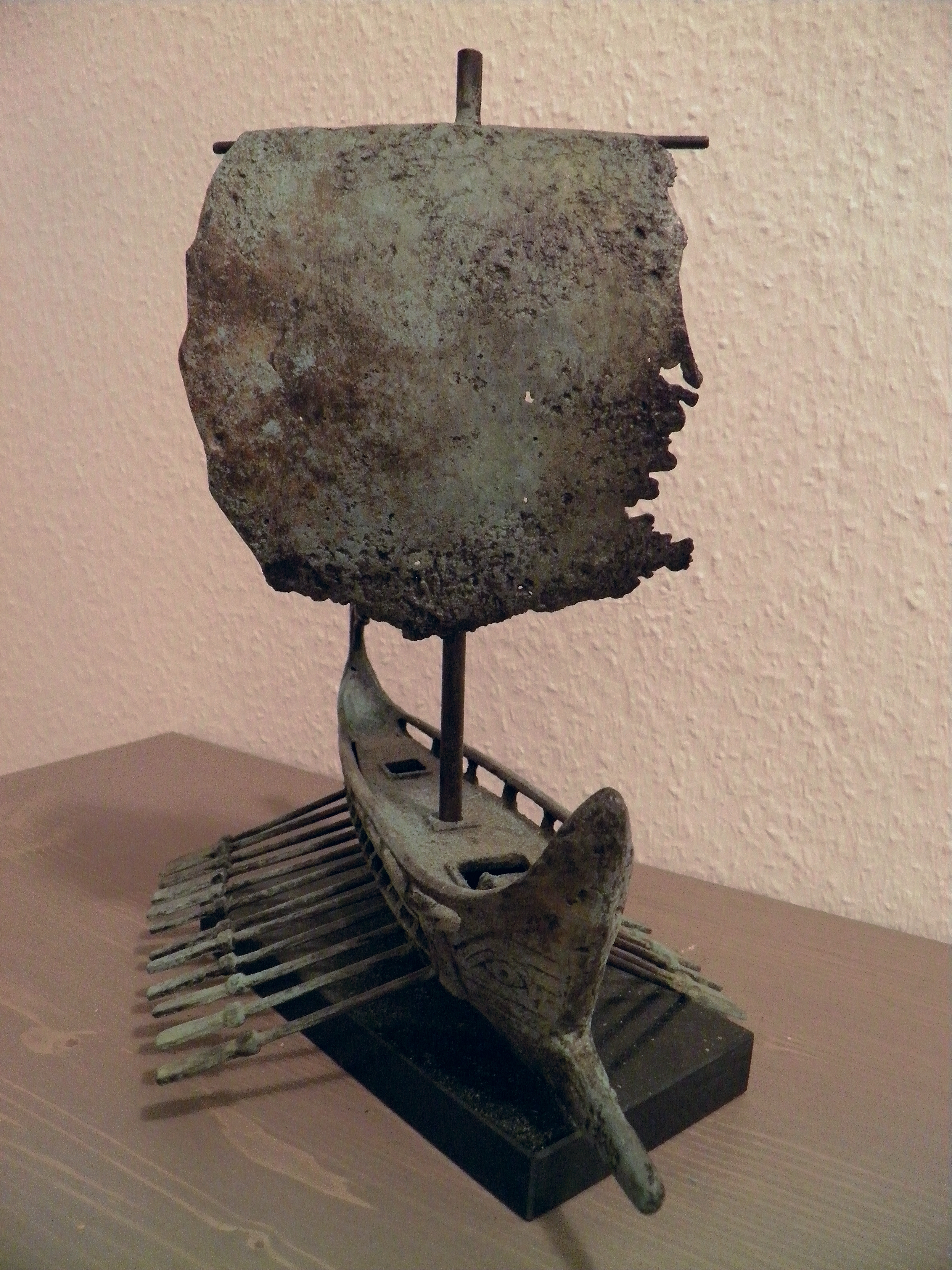
Pentécontère en bronze.

Le pentécontère ou pentécontore (grec ancien : πεντηκόντερος) est un bateau de guerre à 50 rameurs — d’où son nom — auquel il faut ajouter un barreur et peut-être d'autres marins.

## Histoire
Il mesurait environ 35 mètres de long, pour 5 mètres de large. Les premiers pentécontères apparaissent vers les XIIIe siècle av. J.-C. et XIIe siècle av. J.-C., à l’époque de la Guerre de Troie. Selon Hérodote, ce sont les Phocéens qui, les premiers à avoir accompli des navigations lointaines, voyagent non pas à bord de vaisseaux ronds mais sur des « vaisseaux à cinquante rames ». Ce type de navire disparaît avec le développement de la birème vers 700 av. J.-C , cède finalement sa place à la trière, qui s'impose à partir du VIe siècle av. J.-C.